# 九八式8公分高射炮
九八式8公分高射炮（日语：九八式八糎高角砲）是日本帝國海軍在1930年代後期開發防空專用武器九八式100公釐高射炮時衍伸設計的副產品，因設計導向折衷性相當濃厚，故實際配備極少。

## 簡介
日本帝國海軍1930年代主要使用艦載防空炮為127公厘為主，舊有的120公厘及新開發之100公厘等規格雖併行存在，在1910年代由舊型戰艦副炮研改的76.2公厘防空武器當時已全汰換到二線軍艦上；但是在1930年代後半葉開發阿賀野級輕巡洋艦時，巡洋艦可分配噸位不足的問題依舊為軍艦取捨之困。
由於無法再增加新造艦噸位，但防空需求卻與日俱增；艦政本部和軍令部溝通後決定為阿賀野級裝上8公分(實際口徑76.2公厘)高射炮，該武器除了炮身是新研發之外，機械結構全部由既有設計移植；包括八九式127公厘高炮使用的上彈機、九八式100公厘高炮的炮架平衡設計等，但是因為使用較輕的炮彈增加上彈速度，口徑較小的火炮仍不遜於一般高射炮的彈藥投射密度。
實際評價上，本型炮不脫日式武裝在帳面與實際表現落差過大的惡評；同前所述，九八式的設計只是移植既有設計，但在技術數值卻可以有著更輕盈且高射速的表現，對日本製造水準有概念便會察覺這中間充斥著許多矛盾，這些矛盾則在實戰使用時現形。實戰狀態時因為艦艇採取高速且密度頻繁的航向變化轉換，高射炮的操作故障率有偏高現象，能代號輕巡洋艦在1944年1月的遭遇防空戰鬥時甚至出現了主炮射擊炮彈總數比高射炮還多的荒謬現象，而能代號艦長在戰後提交給上層的報告更直指「請給我們更多的防空機炮，因為本艦的高射炮都在故障」。
同時，因為使用大部分九八式100公厘高炮製程及設備，雖然同樣擁有高初速，但是造價上同樣高昂；且炮身壽命極短(600發)，日軍在後續發布的技術公報也告知每射擊完250發便須大規模整檢。整座炮唯一可取之處就只有重量，因此大部分不考慮重量問題的軍艦都沒有使用本型武器。

## 使用艦種
- 阿賀野級輕巡洋艦
- 伊吹號航空母艦

## 註解
1. ↑  昭和17年5月13日付 内令兵第35号。アジア歴史資料センター レファレンスコード C12070227500 で閲覧可能。本文には「試製九八式八糎高角砲ヲ兵器ニ採用シ九八式八糎高角砲ト呼称ス」とあり、口径長は兵器名に含まれていない。
2. ↑  由於設計自100公厘高射炮移植，因此有文獻出現將倍徑一併移植之現象，但實際長度就美軍及福井静夫等人研究資料都指向為60倍徑。
3. ↑  #昭和18年12月～2水戦日誌(2)p.20『発射弾数　能代/主砲：63、高角砲：29、機銃1612』
4. ↑  #昭和18年12月～2水戦日誌(3)p.31,43『12日2150将旗2sd→各隊/能代今次修理中対空砲火増強ニ関シ左ノ通取計ヲ得度(二水戦機密第18号ノ1関連) (略)二.機銃増備　撤去セル跡ニ？25粍3(2)連装機銃1乃至2基、飛行甲板及後甲板附近ニ25粍単装機銃計八基装備(一部移動格納式)　三.現高角砲ハ昨年11月以来累次ノ対空戦闘ニ故障続出セルニ付整備上作動確認射撃ヲ要スルモノト認ム』

## 類似武器
Mk 33艦炮